# Унсельгорт
Унсельгорт (нен. ) — деревня в Шурышкарском районе Ямало-Ненецкого автономного округа России.

## География
Расположена на левом берегу реки Малая Обь (протока Малая Горная Обь), в 105 км к юго-западу от Салехарда и в 53 км к северу от районного центра — села Мужи.
Одна улица — Зелёная.

## Население
| 1989 | 2002 | 2010 | 2021 |
| ---- | ---- | ---- | ---- |
| 48   | ↗65  | ↘56  | ↘30  |

## История
С 2005 до 2022 гг. деревня входила в состав сельского поселения Шурышкарское, упразднённого в 2022 году в связи с преобразованием муниципального района в муниципальный округ.

## Экономика
Оленеводство, рыболовство.